# Myliobatoidei

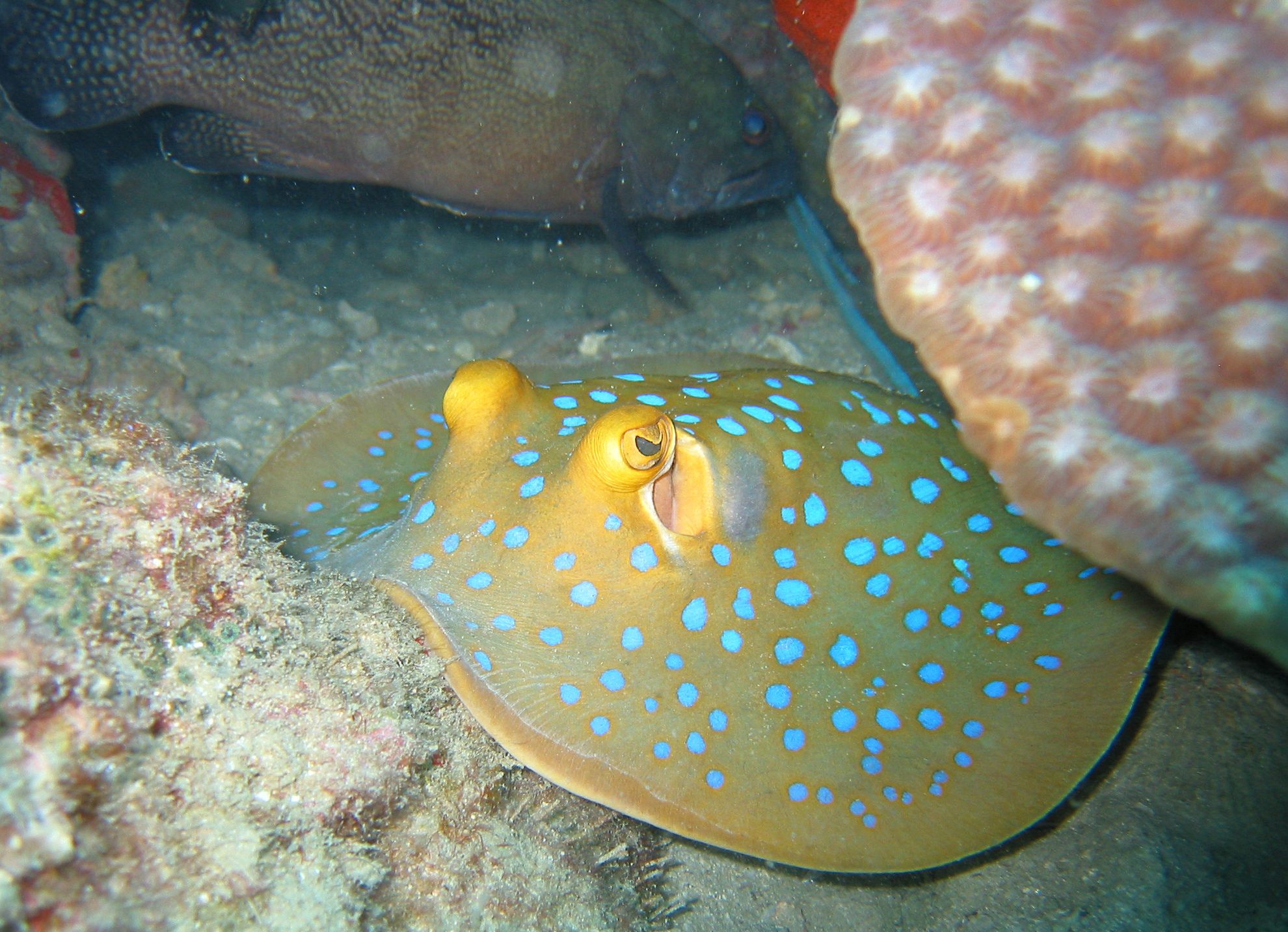
Raya de puntos azules en Ko Tao

Los Miliobatoideos (Myliobatoidei), conocidos vulgarmente como rayas de aguijón o pastinacas, son un suborden de rayas, que incluye ocho familias, del orden Myliobatiformes.
La mayoría de estas rayas tienen uno o más aguijones de púas en la cola, que utilizan solo para la autodefensa. El aguijón puede medir hasta 35 cm de longitud, y en su parte inferior hay dos ranuras con glándulas productoras de veneno.  El aguijón está cubierto por una capa delgada de piel -la vaina- en la que se guarda el veneno.  Unos pocos miembros del suborden, tales como la manta (Cephalopterus manta) y la raya puercoespín (Urogymnus asperrimus), no tienen aguijón.
Las rayas de este suborden son comunes en las aguas marinas costeras tropicales y subtropicales de todo el mundo. Hay especies en los océanos templados cálidos y algunas se encontraron en el mar abierto. Variadas especies viven en agua dulce. La mayoría de las rayas viven en o cerca del fondo del agua, pero algunos son pelágicas.
En el río Mae Klong de Tailandia fue pescada en 2015 una raya de este suborden de 4 m de longitud, que pesó más de 350 kg, probablemente el pez más grande del mundo que haya sido pescado en agua dulce.

## Forma de vida
Se alimentan principalmente de moluscos, crustáceos, y de vez en cuando de pequeños peces. Algunas presentan bocas con dos placas trituradoras de conchas, mientras que otras especies solo tienen piezas bucales chupadoras.
Se asientan en el fondo mientras se alimentan, dejando a menudo solo los ojos y la cola visibles. Los cuerpos aplastados de rayas les permiten esconderse debajo de la arena. Debido a que sus ojos están en la parte superior de sus cuerpos, en el envés de sus bocas, frecuentemente no pueden ver a sus presas, por lo que usan el olfato y electroreceptores similares a los de los tiburones. Los arrecifes de coral son sus zonas de alimentación favoritas.
Las rayas tienen a veces pequeños parásitos (como atremátodos o copépodos) en sus branquias o cuerpo. Peces limpiadores ayudan a las rayas consumiendo esos parásitos.

### Reproducción
Son ovovivíparas. Tienen crías vivas en «camadas» de entre cinco y trece individuos. La hembra tiene los embriones en el útero sin placenta. Los embriones absorben los nutrientes de un saco vitelino y cuando este se agota, la madre proporciona un líquido uterino.
En el Sea Life London Aquarium, 2 rayas hembras parieron 7 rayas bebé, aunque las hembras no habían estado cerca de un macho 2 años. "Las hembras almacenan el esperma y no dan a luz hasta que deciden que el momento es el adecuado".

## Familias
Este suborden incluye 8 familias:
1. Hexatrygonidae (de seis branquias)
2. Plesiobatidae (de aguas profundas)
3. Urolophidae (de aguijones)
4. Urotrygonidae (redondas)
5. Dasyatidae (de colas látigo)
6. Potamotrygonidae (de ríos)
7. Gymnuridae (rayas mariposa)
8. Myliobatidae (rayas águila).[10][11]

## Curiosidad
El 4 de septiembre de 2006, el zoólogo australiano Steve Irwin falleció al ser atacado por una raya mientras buceaba en Batt Reef, Queensland.